# Manuel Volpi
Manuel Volpi (Città della Pieve, 4 ottobre 1988) è un arbitro di calcio italiano.

## Carriera
Ha giocato come centrocampista fino all’età di 16 anni, militando nella Pievese, squadra della sua città natale. In seguito scala le varie categorie arbitrali, arrivando nella Commissione Interregionale nel 2011. Passato in Lega Pro nel 2015, nel 2018 dirige la finale di Supercoppa Primavera, vinta dall’Inter, e la finale di ritorno della Coppa Italia di Serie C. Al termine della stagione viene promosso in C.A.N. B, debuttando nella serie cadetta il 26 agosto, in occasione di Ascoli-Cosenza, terminata 1-1. Il 24 febbraio 2019 esordisce in Serie A, nella partita Chievo-Genoa, terminata 0-0, a distanza di 12 anni dall’ultima volta di un arbitro aretino nella massima serie. Il 26 maggio 2019, l'ultima giornata di Serie A, dirige Cagliari-Udinese, la sua seconda presenza in Serie A.
Il 1º settembre 2020 viene inserito nell'organico della CAN A-B, nata dall’accorpamento di CAN A e CAN B: dirigerà sia in Serie A che in Serie B. Nella stagione 2020-2021 viene designato in 5 partite del massimo campionato e per 10 in cadetteria.
Il 1º maggio 2024, subito dopo aver diretto l'incontro di Serie B Cremonese-Pisa, annuncia tramite i social le proprie dimissioni con il decorrere della stagione sportiva, giustificandole con motivi personali. Il 3 agosto seguente viene inserito nella lista dei Video Match Official a disposizione per le gare di Serie A e Serie B, con la funzionalizzazione di VAR.